# Felice Lattuada (presbitero)
Felice Lattuada, o Latuada (Milano, 1750 – Lione, 1817), è stato un presbitero, politico e scrittore italiano.
Dopo una brillante carriera ecclesiastica che lo portò ad essere prevosto di Magenta e Varese, in Lombardia, rinunciò ai voti nel 1797 per dedicarsi interamente alla politica al servizio della Repubblica Cisalpina prima e della Repubblica Italiana poi, contribuendo alla creazione di una legislazione lombarda più democratica e favorevole alle masse contadine. Con la Restaurazione venne costretto all'esilio in Francia.

## Biografia

### I primi anni e la carriera ecclesiastica
Scarse sono le notizie biografiche relative alla figura di don Felice Lattuada nei primi anni della sua vita. Di certo si sa che studiò in collegio presso i barnabiti a Tortona, passando poi alla scuola del medesimo ordine a Milano ove si formò sotto la direzione di Serviliano Latuada, suo zio, il quale era stato a sua volta discepolo di Ludovico Antonio Muratori.
A Milano, studiò diritto alle Scuole Palatine e fece pratica d'avvocatura nel foro milanese, laureandosi poi in utroque iure presso l'Università di Pavia il 3 luglio 1777. In quello stesso anno venne chiamato presso la diocesi di Milano per svolgere l'incarico di "avvocato promotore generale delle cause pie e dei poveri", col compito anche di patrocinare le istanze dei carcerati. Fu a quel punto che decise di abbandonare la carriera civile per dedicarsi alla vocazione religiosa e divenne dapprima prevosto a Magenta (1783-92) per poi passare a Varese col ruolo di prevosto e vicario foraneo della collegiata di san Vittore (1792-96).

### L'impegno politico con Napoleone
Pur essendo cresciuto ed essendosi formato in un ambiente illuminista com'era il ducato di Milano sotto il governo di Giuseppe II del Sacro Romano Impero, fu tra i sacerdoti che in Lombardia acclamarono a gran voce la politica di Napoleone Bonaparte delle cui idee si fece promotore, in particolare nel varesino. Il giorno successivo alla battaglia di Lodi, si portò infatti a colloquio col generale francese per rassicurarlo del fatto che il clero milanese lo avrebbe appoggiato. Per ricompensarlo della fedeltà dimostratagli, Bonaparte nominò il Latuada membro del consiglio comunale di Milano (istituito il 21 maggio 1796) e lo posizionò nel comitato di finanza del comune al quale apparteneva, tra gli altri, anche Pietro Verri, il quale ad ogni modo dimostrò in più occasioni di non apprezzarne l'operato. Il Verri scrisse del Latuada:
Alla nascita della Repubblica Cisalpina nel 1797, il Latuada divenne membro del comitato di polizia e fu due volte a Crema nelle vesti di commissario del Direttorio esecutivo. Con tutti questi impegni politici, abbandonò formalmente la carriera ecclesiastica delegando un suo rappresentante a fare le sue veci a Varese, pur continuando ad intrattenere rapporti con la città, in particolare dopo la scoppia di una serie di rivolte antifrancesi scoppiate nel pratile dell'anno IV (maggio 1796) in diverse parrocchie quando emanò una lettera in forma di decreto nella quale esortava il clero a riportare il popolo sulla retta via, ovvero dalla parte di Napoleone.

### Il pensiero politico e gli scritti
In un'altra sua lettera dell'agosto di quello stesso anno, egli ribadì come i principi della rivoluzione francese "non solamente non si oppongono, ma sono al tutto consentanei alla legge di Dio". Egli divenne così chiaramente ed apertamente un sostenitore di quella parte di clero che riteneva fosse necessario far leva sul clero locale e sulla tradizione religiosa per diffondere i principi della Rivoluzione Francese presso il popolo. Con questo medesimo scopo, in forma anonima, pubblicò una serie di articoli sul giornale Termometro politico della Lombardia ben tredici articoli intitolati Il parroco repubblicano, nei quali proponeva dei modelli di omelie "repubblicane" da recitare durante le messe. Nella sua dialettica, i continui rimandi alle citazioni bibliche ed al ritorno ad un cristianesimo delle origini, erano chiaramente strumentali all'obbiettivo che egli era desideroso di raggiungere, scagliandosi contro il deismo. Fu autore in questo stesso periodo di un opuscolo dal titolo Lettere filosofico-politiche d'un solitario delle Alpi Verbane dove viene immaginato un dialogo tra un "giovane d'ottima indole" e un filantropo che ovviamente esprime il pensiero dell'autore e che vive volontariamente da eremita sui monti, lontano dalla società della sua epoca e dal suo decadentismo. In questo si è vista forte l'influenza di Rousseau sul pensiero del Latuada.

### L'attività come legislatore
Nel novembre 1797, Napoleone chiamò nuovamente il Latuada per includerlo nel Gran Consiglio della Repubblica come rappresentante del Dipartimento del Verbano. Quest'ultima nomina gli fece abbandonare definitivamente la carriera ecclesiastica e rinunciò ai voti.
Dedicatosi ormai completamente all'attività legislativa, prese posizioni politiche sempre più radicali anche all'interno dello schieramento democratico del parlamento locale, giungendo addirittura a schierarsi a favore del divorzio. Si batté largamente per il riconoscimento dei diritti dei contadini e delle masse di popolo per favorirne un aumento del benessere e tutelandone il "diritto all'agricoltura" e lo sfruttamento delle aree comuni. Si dichiarò contrario alle imposte indirette in quanto le riteneva dannose proprio per i più poveri, proponendo una tassazione più equa che si rivalesse innanzitutto sui grandi affittuari e sui fattori..

### Gli ultimi anni
Nel dicembre del 1798, durante il commissariato di François Rivaud du Vignaud, venne privato della sua carica di rappresentante. Palesemente deluso, il Latuada decise di lasciare la Lombardia ed in quello stesso mese si spostò a Torino dove tenne un incontro col rivoluzionario Carlo Salvador e con lo scrittore Giovanni Fantoni per aderire alla cospirazione antifrancese nata proprio in quell'anno in Piemonte. I tentativi di azione del Latuada, ad ogni modo, non si concretizzarono dal momento che l'anno successivo l'avvento degli austro-russi non solo riportò la Lombardia sotto il temporaneo dominio degli austriaci, ma prescrisse al Latuada l'esilio. Nel maggio del 1799 si trovava a Grenoble ed era in procinto di partire per Parigi, dopo aver subito la confisca di tutti i suoi beni. Da Parigi gli venne concesso di tornare a Milano nel 1800 per qualche tempo, per poi fare ritorno in Francia, stabilendosi a Lione dal 1802. Dalla sua nuova abitazione, scrisse una lettera a Napoleone Bonaparte, divenuto da poco tempo primo console in Francia e presidente della Repubblica Italiana napoleonica, chiedendogli ufficialmente udienza e la possibilità di esporgli un suo progetto di riforma del clero ispirato alle riforme già proposte a suo tempo dall'imperatore Giuseppe II, ma i suoi tentativi di rientrare nell'amministrazione napoleonica non ebbero buon fine e pertanto decise di dedicarsi alla carriera forense, esercitando la professione di avvocato.
Morì a Lione nel 1817.